# Победа (кинотеатр, Новочеркасск)
Кинотеатр Победа — кинотеатр города Новочеркасск Ростовской области. Находился в историческом здании, построенном в 1846 году. В настоящее время в здании находится торговый центр с одноименным названием.
Адрес здания: Россия, Ростовская область, Новочеркасск, ул. Московская, д. 16.

## История
Кинотеатр (ныне торговый центр) «Победа» размещался в городе Новочеркасске на перекрестке улиц Комитетская и Московская. В настоящее время здесь находится торговый центр с магазинами.
Здание было построено в 1846 году на средства городского общества Торговых казаков. Общество использовало для своих целей небольшую часть здания. Оставшуюся часть общество сдавало в аренду. В конце XIX — начале XX века в здании работал бакалейный магазин новочеркасского купца И. В. Игнатова, с 1910 году здесь был мануфактурный магазин казака А. Н. Леонова. В 1912 году помещения в доме сдавались под четыре магазина, Первое Российское страховое общество, кинотеатр «Солей».

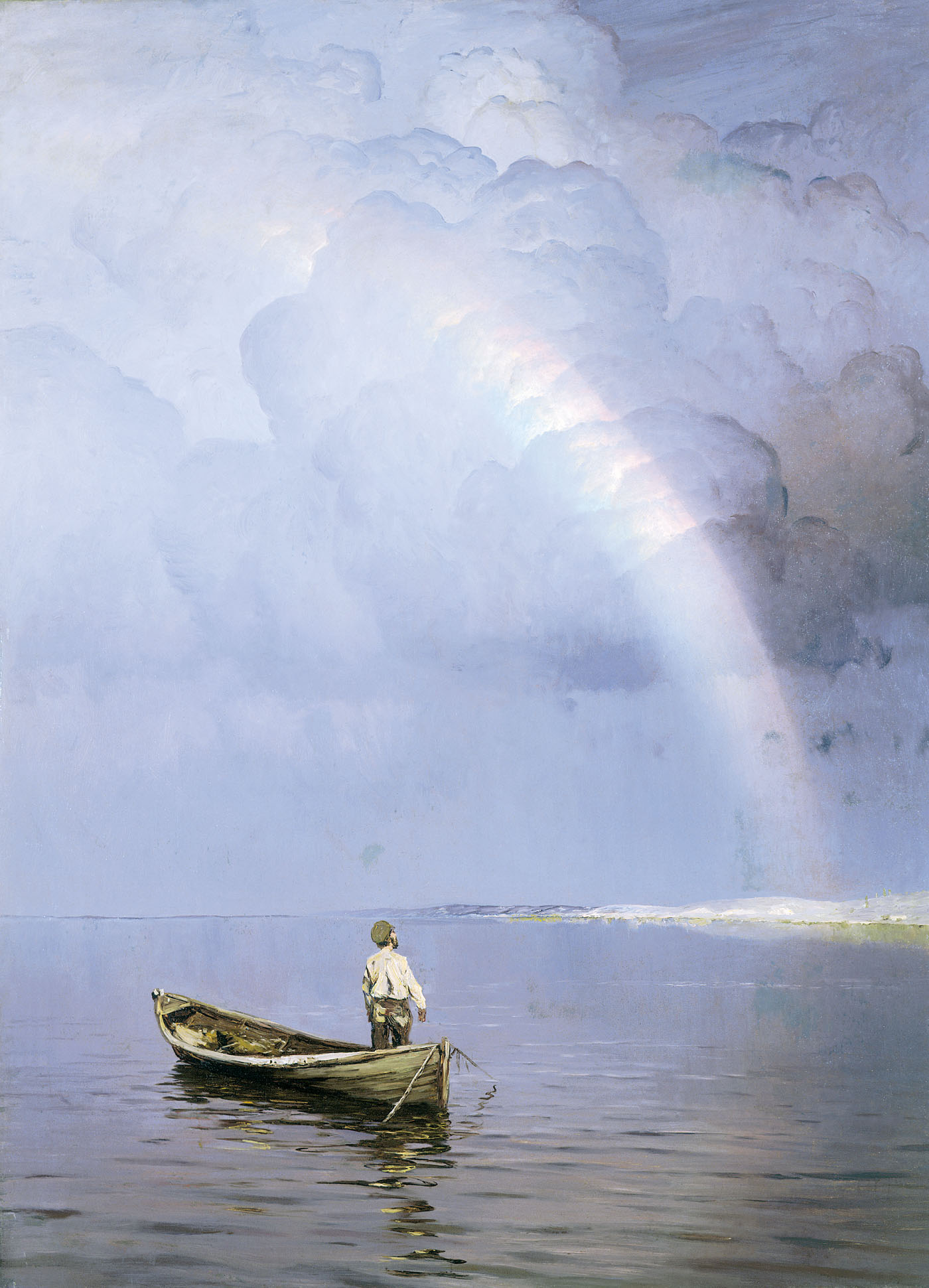
Н. Дубовский «Радуга». 1892. Холст, масло. Новочеркасский музей истории Донского казачества

В здании бывали высочайшие особы Российской империи. Здесь в ноябре 1850 года был великий князь Александр Николаевич, в 1860 году — великий князь Александр Александрович, в 1872 году — император Александр II c наследником Александром Александровичем, в 1887 году здесь бывал император Александр III c наследником, будущим императором Николаем II. В память о пребывании в здании высочайших особ на втором этаже здания установлены четыре позолоченные мемориальные доски.
Кроме торговли, в здании в 1906 году проходила выставка художников-передвижников, где была представлена картина живописца русской пейзажной школы Николая Никаноровича Дубовского «Радуга». На выставке выставлялись и картины местных художников К. С. Семерникова, А. Г. Пемова и др.
В годы Первой мировой войны, в 1914 году, в здании находился солдатский лазарет.
В годы советской власти, в 30-х годы XX века, здесь был электро-биограф (кинотеатр) «Солей», переименованный позже в «Рот-Фронт». В 1932 году кинотеатр «Рот-фронт» одним из первых был приспособлен для показа звуковых фильмов. После Великой Отечественной войны кинотеатр был назван «Победа». В 1927 году в этом здании выступал поэт Владимир Маяковский с лекцией «Даешь изящную жизнь».

## Архитектура
Здание по улице Московская, д. 16 в Новочеркасске, в котором размещались кинотеатры «Солей», «Победа», магазины и др., представляет собой кирпичный двухэтажный дом с двухскатный крышей. Здание оштукатурено, имеет межэтажный и венчающий карниз, треугольный молдинг, пилястры. Большие окна первого этажа приспособлены под витрины.